# Svarthalsad vråk
Svarthalsad vråk (Busarellus nigricollis) är en amerikansk fågel i familjen hökar. Den hittas i våtmarksområden i Central och Sydamerika och livnär sig mestadels av fisk. Arten minskar i antal men beståndet anses ändå vara livskraftigt.

## Utseende och läten

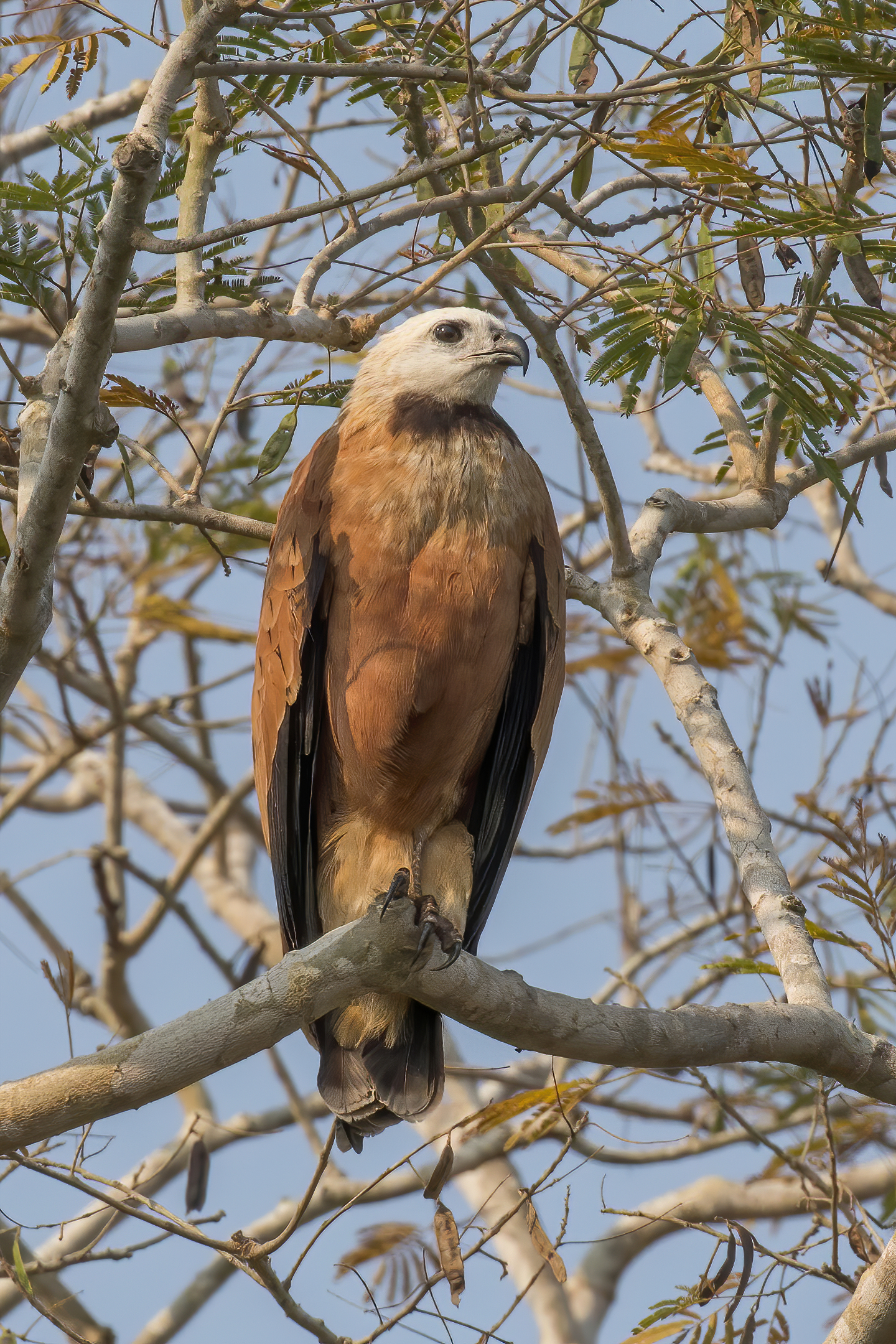

Svarthalsad vråk är en medelstor (45,5–58 cm) rovfågel med breda vingar, rätt kort stjärt och ett litet huvud. Fjäderdräkten är mestadels roströd med vitaktigt huvud och en svart fläck på övre delen av bröstet som gett arten dess namn. Benen är blågrå. I flykten syns underifrån roströda vingar med svarta hand- och armpennor, de senare rostspetsade. Ungfågeln är mindre färgglad, fläckad ovan och streckad under. Lätet är ett karakteristiskt lågt nasalt grisliknande "bäääääää" eller "ä-hä-hä-hä".

## Utbredning och systematik
Svarthalsad vråk förekommer i Latinamerika och delas in i två underarter med följande utbredning:
- Busarellus nigricollis nigricollis – Mexiko till Amazonområdet i Brasilien och östra Bolivia
- Busarellus nigricollis leucocephalus – Paraguay, Uruguay och norra Argentina

### Släktskap
Svarthalsad vråk placeras som enda art i släktet Busarellus. Den är närmast släkt med de amerikanska arterna tranvråk, snäckglada och troligen smalnäbbsglada.

## Levnadssätt
Fågeln hittas i nästan alla typer av låglänta våtmarker, alltifrån flodnära skog till mangroveträsk. Födan består huvudsakligen av fisk, men tar även reptiler.

## Status och hot
Arten har ett stort utbredningsområde och en stor population, men tros minska i antal på grund av utdikning och urbanisering, dock inte tillräckligt kraftigt för att den ska betraktas som hotad. IUCN kategoriserar därför arten som livskraftig (LC). Beståndet uppskattas till i storleksordningen 50 000 till en halv miljon vuxna individer.

## Namn
Svarthalsade vråkens vetenskapliga artnamn nigricollis betyder just "svarthalsad".